# پایگاه هوایی رشما
 پایگاه هوایی رشما (به انگلیسی: Reshma (air base)) یک فرودگاه نظامی است . این فرودگاه در کشور روسیه قرار دارد و در ارتفاع ۱۲۵ متری از سطح دریا واقع شده است.